# Ercheia amoena
Ercheia amoena là một loài bướm đêm trong họ Noctuidae.